# Constantin Prezan
Constantin Prezan (Butimanu, 27 gennaio 1861 – Bucarest, 27 agosto 1943) è stato un generale rumeno, comandante supremo della della 4ª Armata rumena e delle forze armate rumene durante la prima guerra mondiale e insignito del grado di maresciallo di Romania nel 1930. Partecipò anche alla seconda guerra balcanica e alla guerra romeno-ungherese del 1918 - 1920.

## Biografia
Constantin Prezan nacque nei pressi del comune attuale di Butimanu, situato tra i distretti di Dâmbovița, e di Ilfov, quest'ultimo circonda la capitale rumena, Bucarest. Frequentò la scuola elementare nel suo villaggio natale, per poi iscriversi alla Scuola Militare per Figli di Iași, scegliendo fin da giovane la carriera di soldato professionista; dopo essersi diplomato nel 1878, frequentò la scuola ufficiali di fanteria, venendo assegnato il 1° luglio 1880 come sottotenente al 7° Reggimento di Linea. Il 16 novembre dello stesso anno, insieme a una ventina di altri ufficiali, fu assegnato al 2° Battaglione del Genio a Bucarest. Il corpo del genio richiedeva qualità particolari ai giovani ufficiali, quindi il suo addestramento continuò per altri due anni presso la scuola speciale di quel corpo (1881 - 1883) e l'11 luglio dello stesso anno fu promosso tenente. Le sue qualità eccezionali lo portarono a studiare in Francia, alla Scuola di Applicazione di Artiglieria e Genio a Fontainebleau, vicino a Parigi. Nella capitale francese, Prezan incontrò il figlio del grande leader liberale Ion C. Brătianu, Ion Brătianu, che studiava anche lui all'École Polytechnique di Parigi. Prezan si diplomò alla scuola di Fontainebleau nell'agosto del 1886 con la lode "molto buono", ottenendo anche il brevetto di ufficiale di stato maggiore. 

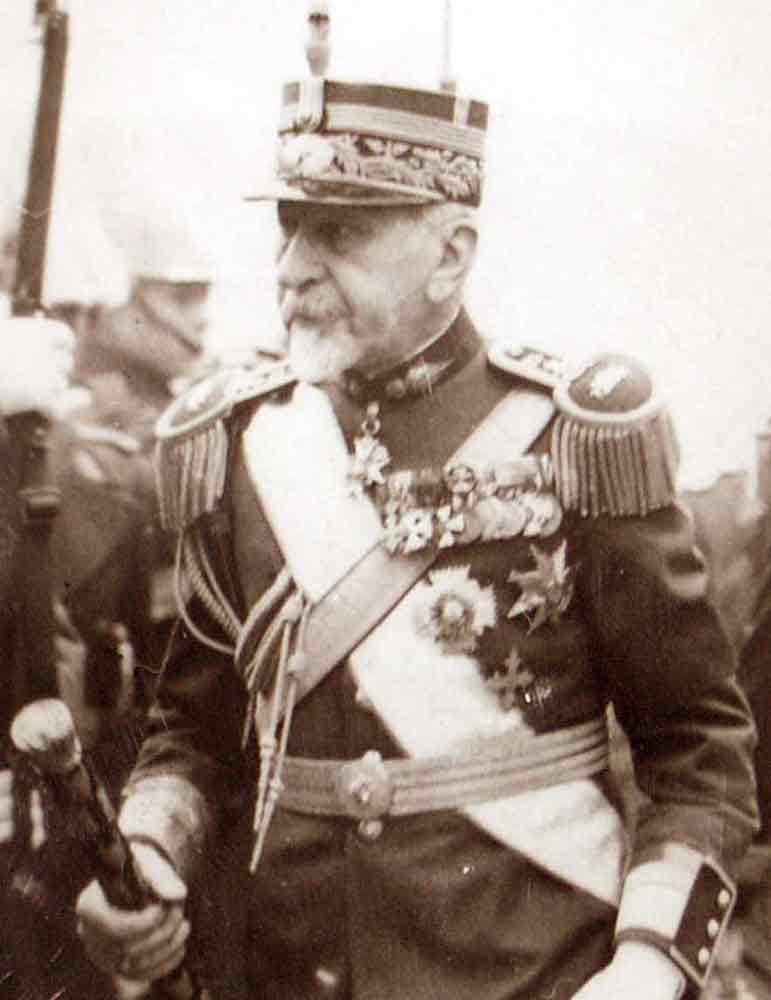
Il maresciallo Constantin Prezan.

Nominato sottotenente nel 1880, fu promosso capitano nel 1887. Partecipò alla Seconda guerra balcanica, come Specialista in ingegneria militare. Promosso a generale, Prezan comandò il 4° Corpo d'Armata nel 1915 - 1916, per poi assumere il comando della Quarta Armata rumena durante la Campagna di Romania, parte della Prima guerra mondiale, nel 1916, contro le forze delle Potenze Centrali. Prezan guidò le forze armate rumene nella Battaglia di Bucarest (novembre - dicembre 1916) e durante la ritirata di queste forze verso la Moldavia. Nel luglio e nell'agosto del 1917, Prezan, che allora Capo di Stato Maggiore Generale, fermò con successo l'invasione tedesca guidata dal feldmaresciallo tedesco August von Mackensen, con l'aiuto dell'allora tenente colonnello Ion Antonescu. Mantenne l'incarico di capo delle forze armate fino al 1920. Nell'ottobre del 1916, Prezan fu insignito dell'Ordine di Michele il Coraggioso di III classe per atti di merito, coraggio e dedizione. Nel luglio del 1917, mentre era al comando del quartier generale dell'esercito rumeno, ricevette la II classe dell'Ordine di Michele il Coraggioso. Durante la Guerra romeno-ungherese, combattuta tra il novembre 1918 ed il marzo 1920, Prezan guidò le forze rumene nelle battaglie di Bessarabia, Bucovina e Transilvania. Per il suo straordinario servizio, nel febbraio 1920 re Ferdinando I di Romania gli conferì la I classe, la più alta, dell'Ordine di Michele il Coraggioso.
Nel 1917 Prezan fu insignito della croce di Grand Ufficiale dell'Ordine della Legion d'Onore. Gli fu inoltre conferito l'Ordine di Takovo e una serie di altre decorazioni. Nel 1920 fu trasferito nella riserva militare e trascorse la maggior parte del suo tempo nella sua villa a Schinetea, nel distretto di Vaslui. Il 14 giugno 1930, il Parlamento rumeno votò per istituire il grado di Maresciallo di Romania e Prezan venne insignito del nuovo grado militare. Grazie alle sue qualità diplomatiche, Constantin Prezan fu più volte al centro dell'attenzione dei sovrani Ferdinando e Carlo II di Romania per la formazione di governi di unità nazionale sotto la sua guida, ma ogni volta Prezan rifiutò.  Morì nel 1943 a Bucarest e fu sepolto nella sua residenza di Schinetea. Un importante viale di Bucarest (che va dall'Arco di Trionfo a Piazza Charles de Gaulle) porta il suo nome.

## Pubblicazioni
- Descripțiunea cupolei obuzierului de 120 mm, model 1888 sistem Gruson, în 1891, insieme a I. Basarabescu;
- Curs de fortificație, Partea a 4-a. Fortificația țărilor, edito Autografia Școalelor de Artilerie și Geniu, anno 1900;
- Patru discursuri, 1919, con altri autori[10].